# Rudolf Weiß
Rudolf Weiß (27 settembre 1910 – 19 settembre 1958) è stato un ufficiale tedesco, aiutante personale del comandante del personale dello Heer (Heerespersonalamt), posizione che mantenne sino alla fine della seconda guerra mondiale.

## Biografia
Weiß si arruolò nel Reichswehr nel 1931 e fu promosso tenente nel 1934. Nel novembre 1938, fu assegnato all'Heerespersonalamt presso l'Oberkommando des Heeres e nel 1940 fu promosso capitano. Nel 1941 fu trasferito nella 1. Panzer-Division come aiutante. Dall'aprile 1942 prestò servizio nell'Allgemeines Heeresamt come ufficiale motorizzato e a giugno fu promosso maggiore. Il 2 ottobre fu nominato aiutante personale del comandante dell'Heerespersonalamt, prestando servizio sotto il comando del generale Rudolf Schmundt. Il 1 aprile 1944 Weiß fu promosso tenente colonnello. Il 20 luglio 1944 Schmundt fu ferito gravemente nell'attentato a Hitler, pertanto fu rimpiazzato dal suo vice Wilhelm Burgdorf. Burgdorf divenne ufficialmente comandante dell'Heerespersonalamt alla morte del suo predecessore, avvenuta il 1 ottobre 1944.
Durante la battaglia di Berlino, Weiß era presente nel Führerbunker. Il 29 aprile 1945, il maggiore Bernd Freytag von Loringhoven e il Rittmeister Gerhard Boldt richiesero al generale Hans Krebs il permesso di unirsi ai combattimenti che si stavano tenendo all'esterno del bunker. Consultatosi con Burgdorf, Krebs suggerì che avrebbero dovuto portare Weiß con loro. Attorno alle 13.30, Hitler approvò l'azione e ordinò loro di effettuare uno sfondamento sino alla 12. Armee del generale Wenck. Inoltre Hitler disse loro: "mandate i miei saluti a Walther Wenck. Deve fare in fretta, prima che sia troppo tardi".
Nella battaglia, Weiß fu separato dagli altri due e fu catturato dall'Armata Rossa. Trascorse cinque anni in un campo di prigionia in Polonia. Morì nel 1958.